# Afrocarpus mannii
Afrocarpus mannii ist eine Pflanzenart aus der Gattung der Afrogelbhölzer (Afrocarpus) in der Familie der Steineibengewächse (Podocarpaceae). Sie kommt endemisch auf der zu São Tomé und Príncipe gehörenden Insel São Tomé vor.

## Beschreibung

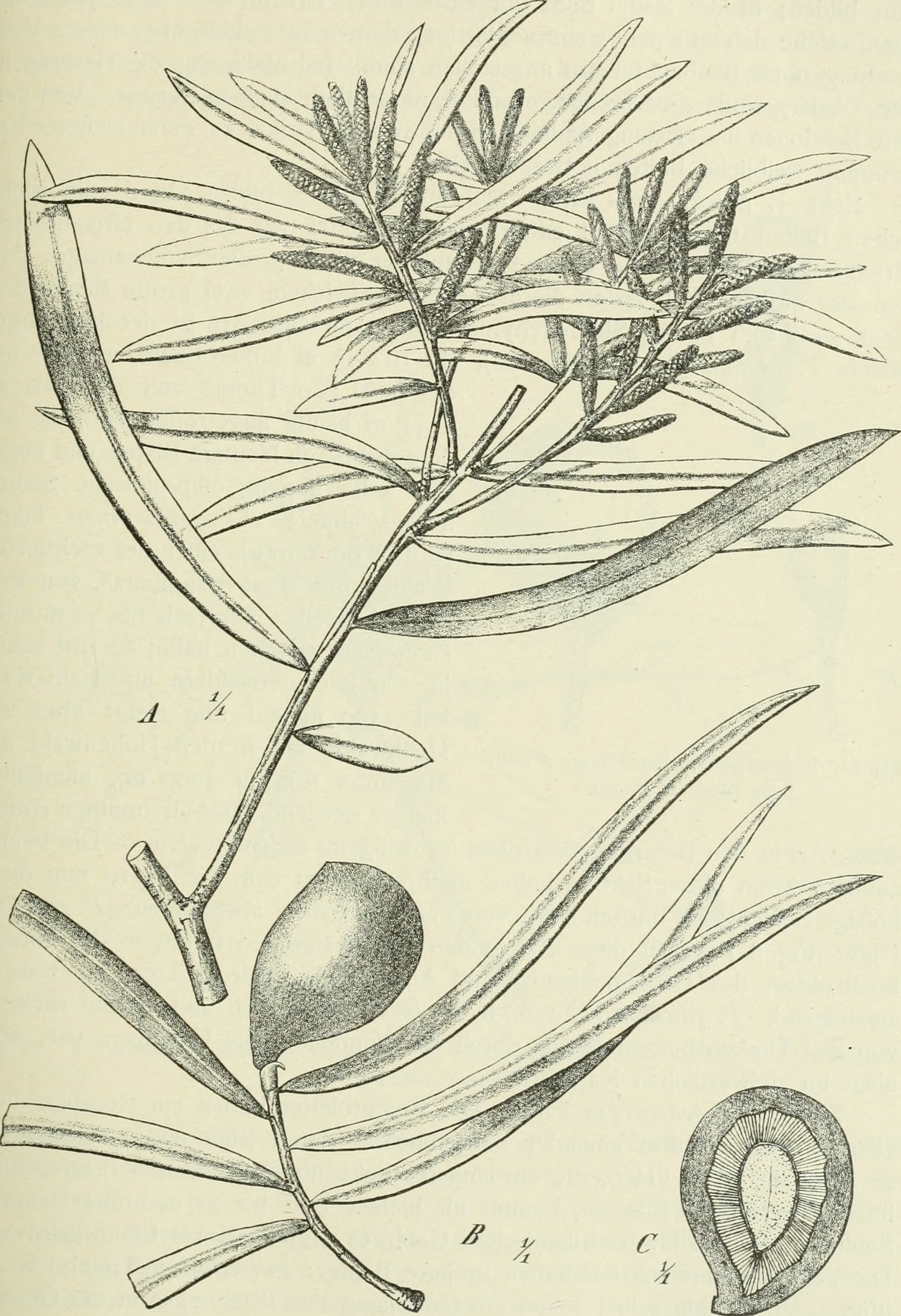
Illustration aus Die Pflanzenwelt Afrikas, insbesondere seiner tropischen Gebiete – Grundzge der Pflanzenverbreitung im Afrika und die Charakterpflanzen Afrikas, 1910

### Vegetative Merkmale
Afrocarpus mannii wächst als immergrüner Baum, der Wuchshöhen von bis zu 15 Metern erreichen kann. In höher gelegenen Gebieten wächst diese Art auch als Krummholz. Der Stamm geht in eine breite Krone über. Die Zweige haben einen mehr oder weniger quadratischen Querschnitt und ihre Rinde ist gefurcht.
Afrocarpus mannii ist nur spärlich belaubt. Die Laubblätter von jungen Pflanzen wachsen spiralig angeordnet an den Zweigen, sind bei einer Länge von bis zu 16 Zentimetern und einer Breite von 0,4 bis 0,8 Zentimetern linealisch-lanzettlich geformt und haben ein fein zugespitztes oberes Ende. Ausgewachsene Bäume haben ebenfalls spiralig angeordnete Blätter, welche bei einer Länge von 3 bis 8 Zentimetern und einer Breite von 0,3 bis 0,7 Zentimetern lanzettlich geformt sind und ein spitzes bis stumpfes oberes Ende aufweisen. Diese Blätter haben auf der Unterseite eine auffällige und auf der Oberseite eine unscheinbare Mittelrippe.

### Generative Merkmale
Afrocarpus mannii ist zweihäusig getrenntgeschlechtig (Diözie|diözisch). Die kätzchenartigen männlichen Blütenzapfen stehen einzeln an den Zweigen und weisen eine Länge 1 bis 2 Zentimetern sowie einen Durchmesser von 0,2 bis 0,3 Millimetern auf. Die breit-dreieckigen Mikrosporophylle sind etwa 1 Millimeter groß und tragen jeweils zwei Pollensäcke. Die Samenzapfen wachsen auf schmalen, schuppigen Zweigen an den Blattachseln.
Der einzelne Same wird von einem birnenförmigen, fleischigen Epimatium umgeben, welches 2 bis 3 Zentimeter lang ist. Der eigentliche Samen ist bei einer Länge von 1,6 bis 2,5 Zentimetern verkehrt-eiförmig. Die harte Samenschale ist 4 bis 5 Millimeter dick.

## Vorkommen und Gefährdung
Afrocarpus mannii ist ein Endemit auf der zu São Tomé und Príncipe gehörenden Insel São Tomé. Sie kommt nur auf dem Vulkan Pico de São Tomé in Höhenlagen von 1450 Metern bis zum Gipfel auf 2142 Metern vor. Sie gedeiht im hochmontanen Nebelwald. In der Gipfelregion wächst sie als Krummholz.
Afrocarpus mannii wird 2011 in der Roten Liste gefährdeter Arten der IUCN als „Vulnerable“ = „gefährdet“ eingestuft. Da diese Art nur in diesem einzigen Gebiet (kleiner als 25 km²) vorkommt ist der Bestand deutlich gefährdet durch Vulkantätigkeit, Feuer und Stürme. Trotzdem wird im IUCN-Bericht als Hauptgefährdungsgrund Holzeinschlag in den niedrigerer gelegenen Bereichen des einzigen Areales angegeben. Da fast der Gesamtbestand in einem Schutzgebiet liegt, wird er als stabil angesehen.

## Taxonomie
Die Erstbeschreibung als Podocarpus mannii erfolgte 1864 durch William Jackson Hooker in Journal of the Linnean Society, Botany, Band 7, Seite 218. Das Artepitheton mannii ehrt den Pflanzensammler Georg Mann, welcher den Arttypus gesammelt hat. Christopher Nigel Page überführte diese Art 1988 in Notes from the Royal Botanic Garden, Edinburgh, Band 45, Seite 384 in die Gattung Afrocarpus. Weitere Synonyme für Afrocarpus mannii (Hook.f.) C.N.Page sind Decussocarpus mannii (Hook.f.) de Laub. sowie Nageia mannii (Hook.f.) Kuntze.

## Nutzung
Das hochwertige Holz von Afrocarpus mannii wird für Konstruktionsarbeiten verwendet, obwohl es nur selten Bäume in einer geeigneten Größe gibt. In einigen Gebieten der Elfenbeinküste und Kameruns wird Afrocarpus mannii als natürliche Beschattung und als Windschutz in Kaffeeplantagen und auf Dorfplätzen gepflanzt.